# Diploschistes diacapsis
Diploschistes diacapsis är en lavart som först beskrevs av Erik Acharius och som fick sitt nu gällande namn av Helge Thorsten Lumbsch. 
Diploschistes diacapsis ingår i släktet Diploschistes och familjen Graphidaceae. Inga underarter finns listade i Catalogue of Life.